# Ariodante Fabretti
Ariodante Fabretti (Perugia, 1º ottobre 1816 – Monteu da Po, 15 settembre 1894) è stato un patriota, storico e politico italiano, senatore del Regno d'Italia nella XVI legislatura.

## Biografia
Cominciò ad interessarsi di archeologia studiando gli Etruschi e avvalendosi del prezioso aiuto di Giovan Battista Vermiglioli, unito all'interesse per le lingue morte, greco e latino coltivate assieme al grecista Antonio Mezzanotte.
Pubblicò le Biografie dei capitani di ventura dell'Umbria nel 1846, aderì ai movimenti semiclandestini della Carboneria e della mazziniana Giovine Italia.
Si iscrisse anche alla facoltà di medicina bolognese, dove conseguì una laurea in medicina veterinaria.
Trovatosi nella capitale al tempo della Repubblica Romana, fu anche eletto all'assemblea costituente, salvo poi dover emigrare prima a Firenze e poi a Torino per sfuggire alla repressione papalina.
Tra il 1846 e il 1849 insegnò Archeologia all'Università di Perugia e nella stessa città diresse i Musei Civici (le cui collezioni sono oggi conservate nel Museo archeologico nazionale dell'Umbria).
Nel 1860 ottenne la nomina a professore di archeologia all'Università di Torino.
Nel 1840 venne iniziato alla Massoneria nelle Loggia "La Fermezza" di Perugia. Fu eletto nella Giunta del Grande Oriente d'Italia il 21 giugno 1867 e nel 1873-1874 fu membro della Loggia "Dante Alighieri" di Torino, di cui nel 1882-1883 fu eletto Maestro Venerabile.  Nel 1875 venne nominato membro del Supremo Consiglio del Rito Scozzese Antico e Accettato e nel 1881 fu tra i fondatori della Loggia "Francesco Guardabassi" di Perugia.
Dal 1871 al 1893 fu direttore del Museo Egizio di Torino, collaborando con l'egittologo Francesco Rossi.
Nel 1860 divenne Socio nazionale dell'Accademia delle Scienze di Torino  e nel 1876 Socio emerito dell'Accademia dei Lincei.
Propugnando la necessità della pratica crematoria post mortem, fondò la Società per la cremazione nel 1883, mantenendone la presidenza fino al 1894. Nel frattempo fu anche nominato senatore del Regno d'Italia nel 1889, restando in carica fino alla morte. Morì nella sua abitazione di Monteu da Po in seguito, probabilmente, a colpo apoplettico. Secondo le sue precise volontà testamentarie venne cremato e le ceneri riportate, con degni onori, a Perugia, mentre il suo patrimonio librario e manoscritto venne donato alla Biblioteca Augusta del Comune di Perugia.

## Opere
- Ariodante Fabretti, Francesco Rossi, Ridolfo Vittorio Lanzone, Catalogo del Museo Egizio di Torino, 2 voll.
- Corpus Inscriptionum Italicarum antiquioris aevi, 1862, supplementi del 1872-1878